# Salwa Bughaighis
Salwa Bugaighis (Bengasi, 24 de abril de 1963 − Ibídem, 25 de junio de 2014) fue una activista libia de derechos humanos y política. Fue asesinada en Bengasi el 25 de junio de 2014.

## Trayectoria
Bugaighis pertenecía a una destacada familia de Bengasi y se graduó como abogada en la Universidad de Garyounis en Bengasi. En los años previos a la revolución de febrero de 2011 en Libia, defendió los casos de varios ex presos políticos contra el gobierno de Muamar el Gaddafi. Se unió a algunas de las primeras protestas en Bengasi contra Gaddafi en febrero de 2011 con un grupo de abogados y otros activistas de la sociedad civil.
Se convirtió en miembro fundadora y asesora del Consejo Nacional de Transición de Libia que gobernó el país durante y después del levantamiento. Su hermana, Iman, profesora de traumatología, era la portavoz del Consejo. Salwa renunció a su cargo después de tres meses de protesta por la ausencia de mujeres en el nuevo gobierno y la falta de una práctica democrática adecuada en el consejo. También se opuso a las medidas que obligaban a llevar el hijab, y sus opiniones la llevaron a entrar en conflicto con los extremistas islamistas.
Antes de su asesinato, Bugaighis fue vicepresidenta de una Comisión Nacional de Diálogo, una comisión nombrada por el entonces primer ministro de Libia, Alí Zeydan, cuyo objetivo era salvar la división entre las diferentes facciones de Libia. Fue mentora de muchos activistas de la sociedad civil, especialmente de jóvenes. Ella había actualizado Facebook con fotos de sí misma votando el día que fue asesinada.
El 25 de junio de 2014, Bugaighis recibió un disparo en la cabeza de un grupo de cuatro hombres armados que irrumpieron en su casa, hiriendo a un guardia de seguridad y secuestrando a su marido, Essam al-Ghariani.
Hubo una reacción muy fuerte a su asesinato. Un gran número de mujeres de Bengasi salieron a las calles para protestar por este crimen en los días posteriores a su muerte. Activistas y organizaciones de derechos humanos han organizado muchos eventos en su memoria dentro y fuera de Libia, y se ha convertido en un icono de la lucha por la libertad y la democracia en Libia. Fariha al-Berkawi, miembro del Congreso General Nacional que condenó enérgicamente la muerte de Bughaighis, fue disparada por un pistolero en una gasolinera de Derna tres semanas después, el 17 de julio de 2014.

### Respuesta
La embajadora de Estados Unidos en Libia, Deborah Jones, dijo que el asesinato fue "desgarrador". El embajador británico Michael Aron tuiteó "devastado por el horrible asesinato" y calificó a los Bugaighis como "la luz principal de la revolución del 17 de febrero y campeón de los derechos humanos". Susan Rice, Asesora de Seguridad Nacional de Estados Unidos, reflexionando sobre la reunión con Bugaighis, dijo: "Me impresionó profundamente su coraje, liderazgo y dedicación a la construcción de una Libia pacífica y democrática donde se respeten y protejan los derechos y libertades de todas las mujeres y hombres libios".

## Vida personal
Su familia es conocida por su diversidad. Tenía un hermano afiliado al Partido de la Justicia y la Construcción vinculado a los Hermanos Musulmanes. Tuvo tres hijos.